# Vitreolina incurva
Vitreolina incurva é uma espécie de molusco pertencente à família Eulimidae.
A autoridade científica da espécie é Bucquoy, Dautzenberg & Dollfus, tendo sido descrita no ano de 1883.
Trata-se de uma espécie presente no território português, incluindo a zona económica exclusiva.